# A Merry Friggin' Christmas
A Merry Friggin 'Christmas es una película de comedia negra estadounidense de 2014 dirigida por Tristram Shapeero y escrita por Phil Johnston . La película está protagonizada por un reparto compuesto por Joel McHale, Lauren Graham, Clark Duke, Oliver Platt, Wendi McLendon-Covey, Tim Heidecker, Candice Bergen y Robin Williams . La película fue lanzada por Phase 4 Films el 7 de noviembre de 2014.

## Trama
Boyd Mitchler debe pasar la Navidad con su familia de inadaptados. Al darse cuenta de que dejó todos los regalos de su hijo en casa, sale a la carretera con su padre y su hermano en un intento por hacer el viaje de ida y vuelta de 8 horas antes del amanecer.

## Reparto
| Actor                | Personaje                |
| -------------------- | ------------------------ |
| Joel McHale          | Boyd Mitchler            |
| Robin Williams       | Mitch Mitchler           |
| Lauren Graham        | Luann Mitchler           |
| Candice Bergen       | Donna Mitchler           |
| Clark Duke           | Nelson Mitchler          |
| Oliver Platt         | Hobo Santa               |
| Wendi McLendon-Covey | Shauna                   |
| Tim Heidecker        | Dave                     |
| Ryan Lee             | Rance                    |
| Pierce Gagnon        | Douglas                  |
| Amara Miller         | Pam                      |
| Bebe Wood            | Vera Mitchler            |
| Amir Arison          | Farhad                   |
| Mark Proksch         | Trooper Zblocki          |
| Gene Jones           | Glen                     |
| Jeffrey Tambor       | Snow Globe Snowman (Voz) |

## Producción
La fotografía principal comenzó en abril de 2013 en Atlanta, Georgia . Desafortunadamente, Williams murió el 11 de agosto de 2014, antes de que se estrenara la película.

## Liberación
La película fue lanzada por Phase 4 Films el 7 de noviembre de 2014.</ref> Es la primera película protagonizada por Robin Williams en estrenarse póstumamente, después de su muerte el 11 de agosto de 2014.

## Recepción
A Merry Friggin' Christmas recibió críticas negativas por parte de los críticos. En Rotten Tomatoes, la película tiene una calificación del 14%, basada en 21 reseñas, con una calificación promedio de 3.45 / 10. En Metacritic, la película tiene una puntuación de 28 sobre 100, según las críticas de 11 críticos, lo que indica "críticas generalmente desfavorables".